# Grace Akello
Grace Akello (Protectorado de Uganda, 1950) es una poeta, ensayista, folclorista y política ugandesa. Fue embajadora de Uganda en la India.

## Trayectoria
Dinah Grace Akello pertenece al pueblo teso. Nació cerca de Soroti, en la Región Oriental del Protectorado de Uganda. Estudió Administración Social y Trabajo Social en la Universidad de Makerere de Kampala. En 1979, vivió en Tanzania al tener que huir del gobierno de Idi Amin como refugiada.
Trabajó como editora de revistas en Kenia y Tanzania antes de trasladarse a Inglaterra en la década de 1980 donde trabajó como editora asistente de la Secretaría de la Commonwealth. Ocupó el cargo entre los años 1983 a 1990.
Grace Akello se casó con su marido, Hugh Mason, en 1983. El matrimonio ha tenido cuatro hijos.
En 1990, regresó a Uganda. Creó una comisión para ayudar a resolver el problema del desplazamiento y asesinato del pueblo teso durante la presidencia de Amin. Esta comisión estuvo activa hasta 1996. Ese mismo año se convirtió en miembro del Parlamento de Uganda. En 1999 fue nombrada Ministra de Género, Trabajo y Desarrollo Social.
Hasta 2006 formó parte del gobierno de Uganda. Ocupó el cargo de Ministra de Iniciativas de Microfinanzas de 1999 a 2003, y Ministra del Norte de Uganda desde 2003 hasta 2006. Se convirtió en embajadora de Uganda en Italia, con sede en Roma y en 2017 se convirtió en embajadora de Uganda en Nueva Delhi brindando apoyo diplomático en todo el subcontinente indio.
En 1992, su poema "Encounter" de su colección My Barren Song se incluyó en la antología Daughters of Africa editada por Margaret Busby, una selección de obras de autoras africanas.

## Obras
- Iteso Thought Patterns in Tales, 1975[8][9]
- My Barren Song. Dar es Salaam, Tanzania: Eastern African Publications, 1979[10]
- Self Twice-Removed: Ugandan Woman, London: Change International Reports, 1982[11][12]